# Fissicepheus subclavatus
Fissicepheus subclavatus är en kvalsterart som beskrevs av Sandór Mahunka 1971. Fissicepheus subclavatus ingår i släktet Fissicepheus och familjen Tetracondylidae. Inga underarter finns listade i Catalogue of Life.